# Rubin von Dairinis
Rubin von Dairinis († 725), auch Ruibin Mac Connadh genannt, war Mönch und Lehrer des Klosters Dairinis. In den zeitgenössischen Annalen wurde er als der führende Schreiber im Süden Irlands gewürdigt. Rubin gilt als der erste und wichtigste Autor der Collectio Canonum Hibernensis, der bedeutendsten Sammlung kanonischen Rechts des frühen Mittelalters. Da der an zweiter Stelle genannte Autor, Cú Chuimne, deutlich länger lebte und zwei unterschiedliche Redaktionen des Werks in Umlauf kamen, wird teilweise davon ausgegangen, dass die ältere Fassung von Rubin geschrieben wurde und die späteren Überarbeitungen und Ergänzungen auf Cú Chuimne zurückzuführen sind. Weitere Werke von ihm sind nicht bekannt.